# Acràsia
L'acràsia és la situació que es dona quan una persona actua en contra del que considera millor, és a dir, quan tot i saber que és més adequat fer una acció concreta, opta per la conducta contrària o per una alternativa diferent. Els pensadors clàssics atribuïen l'acràsia a la feblesa de la voluntat, que feia que s'optés a vegades per opcions plaents en contra del que la raó dicta com a preferible. Pels clàssics l'acràsia era la malaltia de l'ànima, l'individu acràsic és aquell que va allà on no vol. Donald Davidson, per contra, considera que si es produeix ve donat perquè el subjecte canvia momentàniament el seu criteri o l'escala de valors i opta pel que creu millor en aquell moment (sigui per autoconvenciment o per l'anàlisi real de les circumstàncies concretes), malgrat posteriorment pugui sorgir el remordiment.